# Jacob Clausen Møller
Jacob Clausen Møller (født 12. oktober 1876 i Haderslev, død 30. januar 1955 i Flensborg) var en dansk-tysk forretningsmand og kommunalpolitiker, der repræsenterede det danske mindretal i Sydslesvig som byrådsmedlem og rådmand i Flensborg, og i 1945 blev udnævnt til byens overborgmester af den britiske militærregering. Efter sin afgang i 1950 var han i et år byens stadspræsident.

## Forretningsmand
Møller blev udlært som købmand i sin fødeby Haderslev, og arbejdede derefter i Flensborg, Rendsborg, Slesvig og Schwerin, før han i 1901 etablerede en forretning i Flensborg sammen med den lokale købmand Niels Mikkelsen Uldall. I 1902 grundlagde han sit eget tekstilfirma Möller & Co. og blev desuden partner i en engrosvirksomhed i Sønderborg.

## Lokalpolitisk karriere
Fra 1924 til 1933 var han en byrådsmedlem og gruppeleder for Sydslesvigsk Vælgerforening i Flensborg byråd, hvor han i 1931 var initiativtager til at bygge den første busstation i Tyskland. Fra 1934 til 1945 var han rådmand.
Den 16. maj 1945 udnævntes han af den britiske militærregering som ny overborgmester i Flensborg. Byrådet bekræftede enstemmigt hans valg den 22. oktober 1946 efter det første kommunalvalg i efterkrigstiden, og genvalgte ham to år senere, den 5. november 1948, med et snævert flertal på 21 af 40. Den 27. april 1950 blev Møller - efter en reform af det kommunale system - enstemmigt valgt som den første stadspræsident i Flensborg; et embede, som han beholdt til 1951. Møller fortsatte fungerede derefter som stedfortrædende stadspræsiden frem til sin død i 1955.

## Tillidshverv og hæder
- Formand for Borgerforeningen (1920–1955)
- Formand for motorklub
- Æresbroder i St. Knudsgildet
- Æressvend i Murerlauget
- Nørreportplads (Nordertorplatz) omdøbt til I.-C.-Möller Platz

## Øvrige overborgmestre fra mindretallet
Helmuth Christensen var konstitueret overborgmester 1982–1983; Simon Faber blev valgt til overborgmester i 2011 og bestred embedet frem til januar 2017.